# Caecum cuspidatum
Caecum cuspidatum là một loài ốc biển nhỏ, là động vật thân mềm chân bụng sống ở biển trong họ Caecidae.